# 1808년 미확인 분화

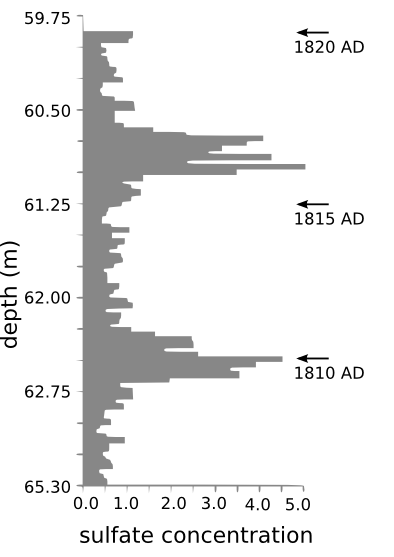
그린란드 빙하 코어에서 추출한 황산염 농도 그래프. 산소 동위 원소 계절 변화를 세어 날짜를 측정했다. 1810년 이전에 대규모의 미확인 분화가 발생한 사실(황산염이 급증한 시기)을 볼 수 있다. 1815년 이후의 최고점은 탐보라산 분화로 인해 발생했다.

1808년 미확인 분화(1808 mystery eruption)는 성층권 황화물 연무질이 급격하게 증가해 1816년 여름 없는 해와 유사한 전 지구적 냉각 기간을 야기한 하나 또는 여러 개의 미확인 화산 분화이다.

## 배경
1990년대까지 기후학자는 1810년대 초의 알려진 날씨 악화를 소빙기의 정상적인 현상으로 간주했다. 그러나 1991년 남극 및 그린란드 빙하 코어 연구에서 1809년 초에 1815년 탐보라산 분화의 절반 정도에 해당하는 황산염 급증이 발견되었다. 이 때문에 화산학자는 이 시기 그 정도의 급증을 일으킬 만한 규모의 분화가 기록되지 않았다는 문제에 직면했다. 추가 연구와 강털소나무 나이테 데이터는 분화가 1809년 초가 아닌 1808년에 발생했음을 시사했다.
처음에는 단일 VEI-6급 분화로 여겨졌으나, 새로운 증거에 따르면 황산염 농도 증가와 전 지구적 냉각이 일부 소규모 분화를 포함한 일련의 여러 화산 분화로 인해 발생했을 가능성이 높다는 것을 시사한다.

## 위치 및 날짜
빙하 코어의 해당 황산염 층에서 발견된 테프라의 지구화학적 분석 결과, 이 시기에 남극, 알래스카, 인도네시아 등 여러 곳에서 분화가 발생했음을 시사한다. 이는 1809년의 대규모 황산염 급증이 단일한 하나의 대규모 화산 분화가 아닌, 단기간에 연이어 발생한 열대 및 열대 외 지역 분화의 조합으로 발생했을 가능성을 제시했다.
황 동위원소 분석은 복합적인 시간 변화 패턴을 보여주며, 이 시기에 서로 다른 지구화학적 테프라 집단의 존재와 일치하여 1809년 황산염 층과 전 지구적 냉각을 유발한 여러 분화를 시사한다.
그 정도 규모의 분화는 당시에도 감지되었을 것이라는 예상은 미스터리를 더했다. 전 세계의 당시 기록을 확인했지만, 2014년 여름 박사 과정 학생인 알바로 게바라-무루아와 브리스틀 대학교의 캐롤라인 윌리엄스가 콜롬비아의 과학자 프란시스코 호세 데 칼다스의 그러한 사건과 일치하는 대기 현상 기록을 발견하기 전까지는 아무것도 유효해 보이지 않았다.
칼다스는 1805년부터 1810년까지 보고타 천문대장을 역임했으며, 1809년 보고타에서 "태양의 광채를 가리는 투명한 구름"을 보고했다. 그는 이 구름을 1808년 12월 11일 처음 관측했으며, 콜롬비아 전역에서 볼 수 있었다. 이 구름은 "건조한 안개"일 수 있는데, 이는 황산 (H2SO4) 연무질로 볼 수 있다. 또한 날씨가 이상하게 추웠으며, 서리가 내렸다고 보고했다.
남쪽 페루의 리마에서는 의사 이폴리토 우나누에가 유사한 관측을 했다. 이 보고서는 관련자에게 분화 시점이 1808년 12월 4일로부터 7일 이내였음을 시사했다. 칼다스와 우나누에의 기록은 최소 2,600 km에 걸쳐 남반구와 북반구 모두에 걸쳐 있는 성층권 연무질 안개의 존재를 나타냈다. 이에 대한 유일한 가능성이 있는 출처는 열대 화산이었으며, 남반구에 위치할 가능성이 높지만 남위 20도 이상은 아닐 것이다.
인도네시아와 통가 사이의 남서 태평양은 콜롬비아와 페루 서쪽에 위치한 열대 지역으로, 당시 보고가 거의 없었지만 분화했음이 유력한 화산들이 존재한다. 이 지역에는 당시 유럽인 정착지가 없었으며, 화산 활동에 대한 대부분의 보고는 지나가는 유럽 탐험가가 가끔 목격하는 일을 제외하고는 19세기 중반에야 시작되었다. 이 지역에는 VEI 6 분화가 있었던 라바울 지역과 2022년에 VEI 5~6 분화가 있었던 훙가통가섬 지역이 포함된다. 이 지역 원주민의 구전 역사에는 분화로 보이는 설화가 있지만, 그 연대를 확실하게 알 수는 없었다.

## 1808년의 알려진 주요 분화
1808년에는 5월 1~4일 아조레스 제도의 우르젤리나와 3월 필리핀의 탈 화산에서 대규모 분화가 있었다. 이들 중 어느 것도 시각적 관측에 적합한 기간 내에 발생하지 않았다.
칠레의 푸타나 화산 또한 이 시기쯤인 1810년경(오차 범위 10년)에 대규모 분화가 있었지만, 남위 22도에 위치하여 추정되는 위도 범위를 약간 벗어난다.

## 같이 보기
- 1257년 사말라스 분화 - 미확인 분화였다가 원인 화산이 알려짐
- 1458년 미확인 분화
- 1452년~1453년 미확인 분화
- 19세기 주요 화산 분화 목록